# 布莱恩·施密特
布莱恩·保罗·施密特（英語：Brian Paul Schmidt，1967年2月24日—），澳大利亚天文学家，在澳洲國立大學擔任校長。

## 经历
出生於美國，27歲移民至澳洲，擁有美、澳雙重國籍，長年定居於澳洲首都特區坎培拉。施密特著名於觀測超新星，他也是澳洲科學院（AAS）院士、澳洲研究委員會（ARC）桂冠會員。
2011年，施密特與亚当·里斯平分諾貝爾物理學獎一半獎金，另一半獎金由索尔·珀尔马特獲得，以表揚他們「透過觀測遙遠超新星而發現宇宙加速膨脹」。
因「基礎性地發現與探索中微子震盪，顯示出超越粒子物理學標準模型的新領域」，施密特、里斯與高紅移超新星搜索隊成員、珀尔马特與超新星宇宙學計畫實驗團隊共同榮獲2015年基礎物理學突破獎。

## 早年和教育
施密特是家中独子，1967年2月24日生于蒙大拿山区，其父是渔业生物学家。在他13岁时他的家庭迁至阿拉斯加的安克雷奇。
施密特进入安克雷奇的巴特莱特中学就读，1985年毕业。他曾说他“从5岁时”就想当一名气象学家，但“在美国国家气象局安克雷奇分部做了一些工作，并不很感兴趣。它的科学性不大，并不像我想的那样好——例行公事的时候太多。我想之前对成为气象学家的意义看得太天真了。”他决定学习天文学，之前他仅将其看作“小消遣”，这个决定是在大学录取前做出的。1989年，他获得了亚利桑那大学物理学和天文学的理学士学位。1992年和1993年，他先后获得哈佛大学的硕士和博士学位。施密特的博士论文由罗伯特·科什纳指导，用II型超新星来测量哈勃常数。
在哈佛他遇到了未来的妻子、澳大利亚人詹妮佛·A·戈登，当时她是经济学博士生。1994年他移居澳大利亚。

## 工作
1993-1994年，施密特任哈佛-史密松天体物理中心博士后研究员，1995年迁至澳洲國立大學斯壯羅山天文台。
施密特在2011年獲得諾貝爾獎後的演說表示，當時願意到澳洲國立大學（ANU）任教的主因是能在位于坎培拉郊區的斯壯羅山天文台工作，這個天文臺是世界上最好的天文研究機構之一。施密特：我來澳洲時才27歲，那時就能夠充分利用這裏的資源和條件並管理一個國際團隊，這是一個非常難得的機會。我十分感謝澳洲國立大學對我當時這樣一個年輕人給予的所有工作支持。
1998年，施密特与里斯领导高红移超新星搜索队与超新星宇宙学计划一起找到了宇宙加速膨胀的证据，被《科学杂志》称为“年度突破”。
施密特现在負責主導星圖家（SkyMapper）望远镜计划，并协助进行南天球调查。
2016年元旦，施密特就任澳洲國立大學第12任校長。

## 荣誉
2000年，施密特获得澳大利亚政府颁发的马尔科姆·麦金托什奖、哈佛大学博克奖，2001年获澳洲科學院波西奖，2002年获印度天文学社Vainu Bappu奖章。2005年被选为马克·阿伦森纪念讲师，2006年与亚当·里斯、索尔·珀尔马特分享了邵逸夫天文学奖。
施密特和高红移队的其他成员、珀尔马特领导的劳伦斯伯克利国家实验室和超新星宇宙学计划因发现宇宙加速膨胀分享了2007年的格鲁伯宇宙学奖，奖金50万美金。
2011年，施密特、里斯和珀尔马特分享了诺贝尔物理学奖。

## 外部連結
- Brian Schmidt 個人網頁 （页面存档备份，存于）
- Nobel Prize in Phyics 2011 Announcement （页面存档备份，存于）